# Euphaedra (Euphaedrana) viridicaerulea
Euphaedra (Euphaedrana) viridicaerulea es una especie de  Lepidoptera, de la familia Nymphalidae,  subfamilia Limenitidinae, tribu Adoliadini, pertenece al género Euphaedra, subgénero (Euphaedrana).

## Subespecies
- Euphaedra (Euphaedrana) viridicaerulea viridicaerulea
- Euphaedra (Euphaedrana) viridicaerulea inanoides (Holanda, 1920)
- Euphaedra (Euphaedrana) viridicaerulea griseargentina (Hecq, 1977)
- Euphaedra (Euphaedrana) viridicaerulea subargentina (Hecq, 1977)
- Euphaedra (Euphaedrana) viridicaerulea nitidula (van Someren, 1935)

## Localización
Esta especie de Lepidoptera y las subespecies se encuentran localizadas en Camerún, Gabón, Zaire, Uganda y en el oeste del Lago Victoria (África). 